# Ledingssjön (Björna socken, Ångermanland)
Ledingssjön är en sjö i Örnsköldsviks kommun i Ångermanland och ingår i Gideälvens huvudavrinningsområde. Sjön är 22,8 meter djup, har en yta på 3,22 kvadratkilometer och är belägen 142 meter över havet. Sjön avvattnas av vattendraget Ledingsån.

## Delavrinningsområde
Ledingssjön ingår i det delavrinningsområde (704813-163738) som SMHI kallar för Utloppet av Ledingssjön. Medelhöjden är 192 meter över havet och ytan är 24,55 kvadratkilometer. Räknas de 7 avrinningsområdena uppströms in blir den ackumulerade arean 81,6 kvadratkilometer. Ledingsån som avvattnar avrinningsområdet har biflödesordning 2, vilket innebär att vattnet flödar genom totalt 2 vattendrag innan det når havet efter 48 kilometer. Avrinningsområdet består mestadels av skog (58 procent). Avrinningsområdet har 3,33 kvadratkilometer vattenytor vilket ger det en sjöprocent på 13,5 procent.